# نموذج التوازن لتطوير المجموعات
تم إنشاء نموذج التوازن لتطوير المجموعات (نموذج التوازن) من قِبل روبرت بيلز، أحد الرواد في مجال الدراسات التجريبية على تطوير المجموعات. ويفترض نموذج التوازن أن الأعضاء داخل المجموعة يكافحون للحفاظ على التوازن بين الاحتياجات الموجهة حسب المهام (الإنتاجية) والاحتياجات الاجتماعية العاطفية (التعبيرية). وكان نموذج التوازن أول وصف واسع النطاق ومنهجي لتطوير المجموعات الناتج عن رصد المجموعات. ويُصنف نموذج التوازن كنموذج تصاعدي حيث إنه يفسر نضج المجموعة وأداءها على فترة معينة من الزمن. وتم اقتراح نموذج التوازن الخاص ببيلز كوسيلة لدراسة مظاهر وحالات السلوكيات الموجهة حسب المهام والسلوكيات الاجتماعية العاطفية داخل المجموعات.

## المراحل
هناك ثلاث مراحل تصاعدية رئيسية داخل نموذج التوازن. المرحلة الأولى هي مرحلة التوجه التي تشير إلى الموقف الأولي عندما يلتقي أعضاء المجموعة. في هذه المرحلة الاستكشافية، يطرح الأعضاء أسئلة ويتبادلون المعلومات مع بعضهم البعض، وتكون السلوكيات الموجهة حسب المهام هي السائدة. المرحلة الثانية من نموذج التوازن هي مرحلة التقييم وتشير إلى الموقف عندما يعبر أعضاء المجموعة عن آرائهم ومواقفهم. وفي مرحلة التقييم، تزداد السلوكيات الاجتماعية والعاطفية بين أعضاء المجموعة. المرحلة الثالثة من نموذج التوازن هو مرحلة التحكم. في مرحلة التحكم، يبذل أعضاء المجموعة ضغوطًا من أجل التأثير على أفعال المجموعة وأنشطتها. وبشكل عام، في ظل انتقال المجموعة عبر المراحل التصاعدية الثلاث، تتراجع السلوكيات الموجهة حسب المهام في حين تزداد السلوكيات الاجتماعية والعاطفية
ويتحقق الأداء والتماسك الناجح للمجموعة فور نضوج المجموعة وعندما يصبح أعضاؤها قادرين على الحفاظ على التوازن بين قدرتهم على حل المهام أو المشاكل التي تواجهها المجموعة (السلوكيات الموجهة حسب المهام) مع كيفية تعاملهم بشكل جيد مع العلاقات الشخصية ورضا الأعضاء (السلوكيات الاجتماعية والعاطفية). ومع ذلك، قد يكون التوازن مؤقتًا؛ على سبيل المثال، عندما تواجه المجموعة موقفًا جديدًا أو تستقبل أعضاءً جددًا، فقد تحتاج المجموعة إلى الانتقال عبر المراحل التصاعدية الثلاث مرة أخرى.

## الاستخدام
لقد تم تطبيق نموذج التوازن الخاص ببيلز على البحث في عدد من المجالات بما في ذلك الاتصالات الحاسوبية (CMC) وعلم النفس التربوي.